# Drongo de raquetes petit
El drongo de raquetes petit (Dicrurus remifer) és un ocell de la família dels dicrúrids (Dicruridae).

## Hàbitat i distribució
Habita boscos, vegetació secundària i zones més obertes a les terres baixes i turons fins als 2400 m, des dels Himàlaies del nord de l'Índia, Myanmar i sud de la Xina, cap al sud, a través del Sud-est Asiàtic (excepte Tailàndia central i el nord del Vietnam), fins Sumatra i Java.